# Wally Karveno
Wally Karveno, née le 14 octobre 1914 à Berlin et morte le 15 juillet 2015 à Paris, est une compositrice et pianiste allemande ayant longtemps résidé en France. La plupart de ses compositions sont pour le piano. Citons notamment la Passacaille graduée en 18 parties (1964).

## Décoration
- Chevalier de l'ordre national du Mérite[2]